# Tony Woodcock
Anthony Stewart „Tony“ Woodcock (* 6. Dezember 1955 in Eastwood, Nottinghamshire) ist ein ehemaliger englischer Fußballspieler, der in den späten 1970er Jahren mit Nottingham Forest die englische Meisterschaft und den Europapokal der Landesmeister gewann und danach auch in Deutschland spielte. Dort arbeitete er in den 1990er Jahren auch kurzzeitig als Trainer, bevor er sich als Spielerberater und -vermittler engagierte.

## Sportlicher Werdegang

### Nottingham Forest
Tony Woodcock entwickelte sein fußballerisches Talent bei den Junioren von Nottingham Forest. Im Januar 1974 unterschrieb er den ersten Vertrag als Profifußballer bei seinem Verein. Die Anfänge waren jedoch schwierig. Er kam zu wenigen Einsatzzeiten und konnte sich gegen die etablierten Stammkräfte nicht durchsetzen. Da die Verantwortlichen sein Talent erkannt hatten, wurde er im Februar 1976 kurzfristig an Lincoln City und im September desselben Jahres an die Doncaster Rovers ausgeliehen. Zurück bei Nottingham Forest wurde Brian Clough sein Trainer, der seine Karriere später als Berater und Manager noch maßgeblich mitgestalten sollte. Anlässlich des Anglo-Scottish Cups berief er ihn in die erste Mannschaft. Gemutmaßt wird, dass ein wesentlicher Grund war, die künftige Transfer- oder Ablösesumme des Spielers zu steigern. Insgesamt waren die Leistungen des Stürmers, der sich sowohl durch antrittsschnelle und Ballsicherheit auszeichnete, so gut, dass sich Woodcock in der Saison 1976/77 zu einer wichtigen Stütze entwickelte (30 Spiele/11 Tore). Hierfür entscheidend war auch sein gutes Zusammenspiel mit Peter Withe. Die Angriffsformation, die die beiden bildeten, brachte die nötigen Tore, um den Aufstieg in die First Division zu realisieren. Es folgte in der Spielzeit 1977/78 der überraschende Gewinn der englischen Meisterschaft und ein Jahr später krönte er seine Laufbahn in Nottingham mit dem Triumph im Europapokal der Landesmeister 1978/79. Im Endspiel in München schlug Nottingham Forest den schwedischen Vertreter Malmö FF mit 1:0. Wichtig für diese Titelgewinne war, dass nicht nur die gesamte Mannschaft den Weggang von Peter Withe kompensieren konnte, sondern auch, dass Woodcock mit Garry Birtles ähnlich gut harmonierte.
Bereits ein Jahr vor diesem großen Erfolg hatte sich Woodcock auch in die englische Nationalmannschaft gespielt und am 16. Mai 1978 beim 1:0-Sieg gegen Nordirland seinen Einstand gegeben. Er sollte auf insgesamt 42 Länderspiele für England kommen, dabei 16 Toren erzielen und an der EM 1980 in Italien sowie an der WM 1982 in Spanien teilnehmen. Nennenswerte Erfolge waren ihm dabei jedoch nicht beschieden und nach dem vorzeitigen EM-Aus Englands in der Vorrunde scheiterte er mit seinem Team bei der Weltmeisterschaft in der zweiten Finalrunde an Deutschland und an der Auswahl des Gastgebers.

### 1. FC Köln
Nach dem Gewinn des Doubles in der Saison 1977/78 blieb der 1. FC Köln hinter den Erwartungen zurück. Auch die Spielzeit 1979/80 gestaltete sich zu Beginn schwierig. Daher suchten die Verantwortlichen nach einer Verstärkung, die nicht nur spielerisch, sondern auch für die Mannschaft und das Umfeld motivierend wirken sollte. Im Halbfinale des Europapokal der Landesmeister 1978/79 waren die damals von Hennes Weisweiler trainierten Geißböcke im April 1979 auf Nottingham Forest getroffen. Weisweiler fiel dabei bei in den Reihen des Gegners Tony Woodcock auf. Er traute ihm diese ziemlich komplexe Aufgabe zu und schlug ihn vor.
Nach intensiven Verhandlungen mit Clough, der inzwischen Woodcocks Manager war, wechselte der Spieler im November des Jahres 1979 nach Köln. Das war zwar deutlich nach Beginn der Spielrunde, aber zu dieser Zeit möglich, da es noch keine Transferfenster gab. Gleichzeitig war es aber auch ungewöhnlich für die damaligen Gewohnheiten und erzeugte so Aufmerksamkeit. Die Ablöse betrug ca. 2,5 Mio. DM, und Woodcock war damit ein erneuter Rekordtransfer des FC, nachdem man bereits mit Roger van Gool den ersten Millionen-Transfer in der Geschichte der Bundesliga realisiert hatte. Die ungewöhnlich hohe Ablösesumme hatte der damalige Manager des FC, Karl-Heinz Thielen, dadurch abgesichert, dass er mit Manchester United parallel eine Art Kaufoption zum Festpreis von ebenfalls 2,5 Mio. DM vereinbarte, wenn Woodcock sich bis Mitte 1980 nicht durchsetzen könnte.
Woodcock war nach Kevin Keegan und David Watson der dritte englische Nationalspieler überhaupt, der in Deutschland spielte und zusätzlich der erste Engländer in den Reihen der Kölner. Das Interesse der Fans und der Medien war entsprechend groß. Beim ersten öffentlichen Training mit seiner Beteiligung waren 4000 Zuschauer anwesend, darunter auch 25 englische Journalisten. Woodcock selbst kam zu diesem wichtigen Termin 20 Minuten zu spät und musste dafür 50 DM in die Mannschaftskasse zahlen.
Die Begeisterung, die Woodcock in Köln umgab, war auch bei den Pflichtspielbegegnungen spürbar. Bei seinem ersten offiziellen Einsatz für die Mannschaft, der am 30. November 1979 gegen den VfL Bochum vor heimischem Publikum stattfand, kamen 31000 Fans ins Müngersdorfer Stadion. Der FC plante vor Beginn der Veranstaltung optimistisch mit ca. 15000 Besuchern. Obwohl es zwei Monate dauerte, bis Woodcock sein erstes Pflichtspieltor für seinen neuen Verein gelang, war er sofort bei den Anhängern sehr beliebt. Seine technisch versierte Spielweise überzeugte und stand klar im Gegensatz zum klassischen Kick and Rush, den man zu dieser Zeit von Spielern der Insel gewöhnt war.
Woodcock wurde sofort Stammspieler und Leistungsträger. In seinen drei Spielzeiten bis 1982 erreichte er zunächst 1980 das Endspiel im DFB-Pokal, ein Jahr später das Halbfinale des UEFA-Pokals und wurde 1982 Deutscher Vizemeister. In insgesamt 81 Ligaspielen schoss Woodcock für den 1. FC Köln 28 Tore – daneben kam er in 20 DFB- und Europapokalspielen zum Einsatz.

### FC Arsenal
Nach der WM-Endrunde 1982 in Spanien wechselte Woodcock für 500.000 Pfund zum FC Arsenal. Dort war er in den anschließenden vier Spielzeiten jeweils bester Vereinstorschütze; in seiner besten Saison 1983/84 erzielte er 21 Treffer. Er schoss alleine in der Partie gegen Aston Villa fünf Treffer und stellte damit einen Klubrekord auf für die Zeit nach dem Zweiten Weltkrieg. Eine schwere Verletzung im Jahr 1985 sorgte für eine längere Pause. Aber vor allem die Ankunft von George Graham als neuer Arsenal-Trainer sorgte dafür, dass die Karriere des inzwischen 30-jährigen Woodcocks in London 1986 ihr Ende fand. Nach 68 Toren in 169 Partien für die „Gunners“ eröffnete Graham dem zuvor erfolgreichen Stürmer, dass er bei seinen Umbauplänen keine Rolle mehr spielen sollte.

### Zurück in Köln: FC und Fortuna
Woodcock kehrte für die Ablösesumme von 500.000 D-Mark nach Deutschland zurück, um erneut für den 1. FC Köln zu spielen. Er absolvierte weitere 50 Bundesligaspiele, bevor er seine Laufbahn nach einem dritten Platz in der Saison 1987/88 schließlich in der 2. Fußball-Bundesliga beim Lokalrivalen SC Fortuna Köln mit fünf Toren in 37 Spielen 1990 ausklingen ließ.

## Nach der aktiven Laufbahn
Nach seiner aktiven Laufbahn versuchte sich Woodcock als Trainer. Dabei betreute er nach seinem Engagement beim SC Brück mit nur mäßigem Erfolg den VfB Leipzig in der 2. Bundesliga. Von Juli 2001 bis Mai 2002 arbeitete Woodcock als Sportdirektor für Eintracht Frankfurt, danach war er in Deutschland als Spielerberater und Vermittler tätig.

## Erfolge
- Europapokalsieger der Landesmeister: 1979
- Englischer Meister: 1978
- League-Cup-Sieger: 1978 und 1979
- Charity-Shield-Sieger: 1978
- Englands Fußballer des Jahres (Jungprofi; Spielerwahl): 1978